# Günther & Bäck
Günther & Bäck Annonsbyrå, senare McCann-Erickson AB, var en svensk annonsbyrå.

## Historik
Byrån grundades i december 1944 av direktör Ernst Günther och Gunnar Bäck. Den 1 februari 1945 erhöll man auktorisering från Svenska tidningsutgivareföreningen.
Bäck lämnade verksamheten 1952. Åke Evans tog över som byråns direktör. Företaget hade även ett kontor i Malmö, fram till 1955 under ledning av sedermera professor Olof Henell. Gunnar Joos efterträdde Henell som chef i Malmö. År 1962 blev Joos chef för hela företaget.
År 1960 etablerades ett dotterbolag i Madrid kallat GUBA Publicidad. Denna verksamhet fusionerades 1962 med ett antal andra företag för att bilda Publinsa.
I februari 1966 tilldelade Statens högertrafikkommission Günther & Bäck uppdraget att tillsammans med Ervaco sköta kampanjen inför högertrafikomläggningen. För 1966 fick byrån sitt enda guldägg, i kategorin affisch för kunden AB Walco.
År 1965 hade aktiemajoriteten övertagits av brittiska Pritchard Wood International. Därmed blev byrån en del av Interpublic som även ägde McCann-Erickson.
Under 1969 blev byrån en del av McCann-Ericksons byrånätverk. I januari 1970 ändrades byråns namn till McCann-Günther & Bäck. Detta år var reklambyrån Sveriges tionde största sett till omsättning med 120 anställda. År 1973 ändrades namnet åter till McCann-Erickson AB. I januari 1986 förvärvade McCann-Erickson företaget Werne & Co som också hade byråer i Stockholm och Malmö. Byråerna i Malmö integrerades som Werne/McCann medan Stockholmsbyråerna fortsatte fristående några år till, med Werne & Co:s grundare Hans Werne som vd för den nya koncernen.
År 1990 köpte McCann den dittills fristående byrån Rönnberg & Co. År 1994 uppgick McCann-Ericksons svenska verksamhet i Rönnberg & Co som bytte namn till Rönnberg McCann. Rönnberg avvecklades 2002 och uppgick i Storåkers McCann, som senare blev McCann Stockholm och år 2023 försattes i konkurs.